# اوست، گلاسترشر
latitudeاوست، گلاسترشرlongitudeاوست، گلاسترشر
اوست، گلاسترشر (به انگلیسی: Aust) یک روستا در انگلستان است که در گلاسترشر واقع شده‌است.

## خصوصیات
اوست ۵۳۲ نفر جمعیت دارد.